# Makoto Tamada

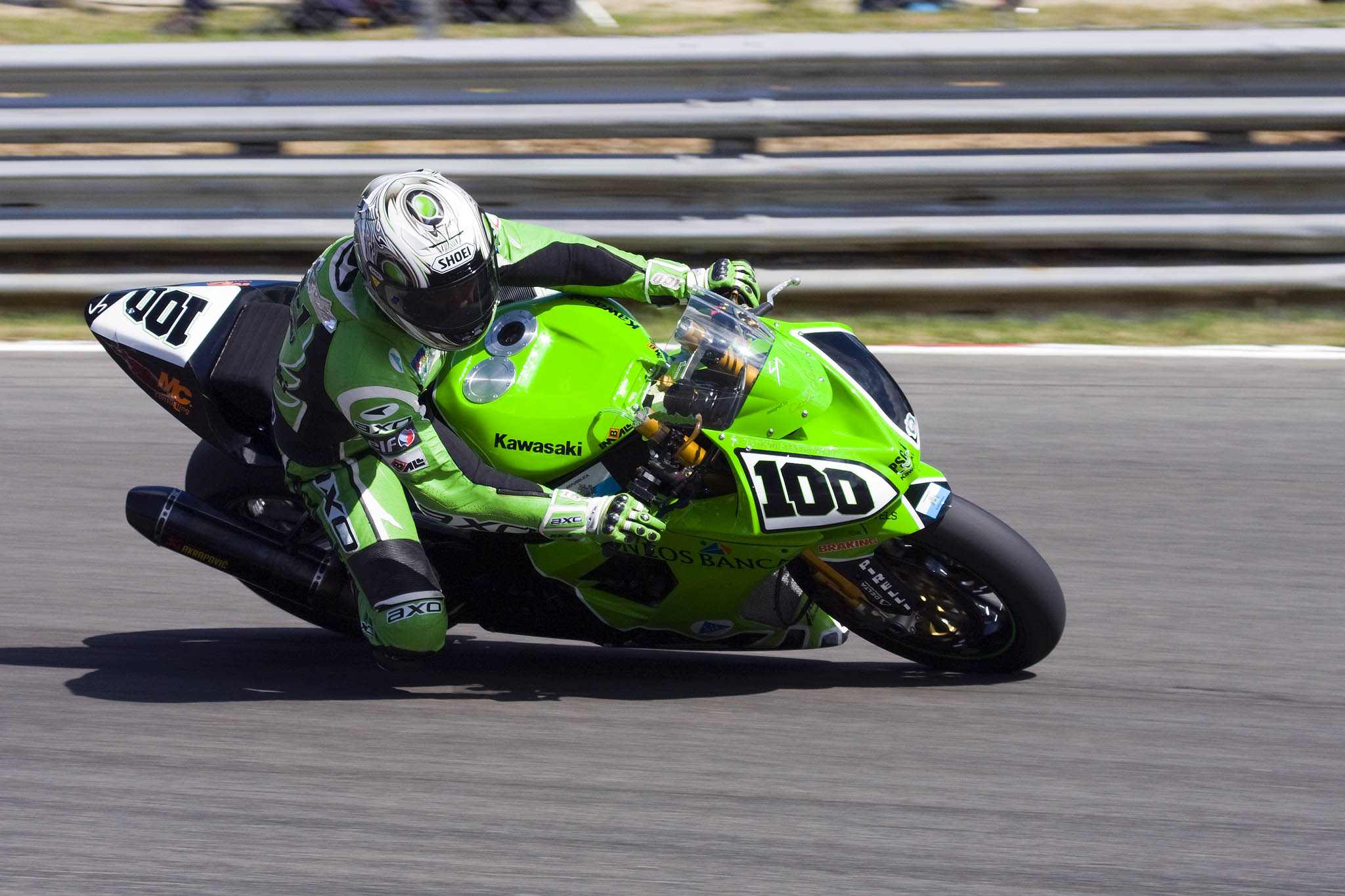
Makoto Tamada 2008 auf Kawasaki

Makoto Tamada (jap. 玉田 誠, Tamada Makoto; * 4. November 1976 in Matsuyama, Präfektur Ehime) ist ein japanischer Motorradrennfahrer.
Er ist bisher einer der wenigen Fahrer, die sowohl in der Motorrad-Weltmeisterschaft als auch in der Superbike-Weltmeisterschaft Siege feiern konnten.
Seit der Saison 2008 geht der 1,71 m große Tamada in der Superbike-Weltmeisterschaft an den Start, 2010 tritt er auf Honda CBR1000RR im Team Pro Ride SBK an.

## Karriere

### Anfänge
Nachdem er bereits in jungen Jahren auf Minibikes mit dem Motorradfahren begonnen hatte, gewann Makoto Tamada 1994 eine regionale 250-cm³-Meisterschaft. Von 1995 bis 1998 startete er in der japanischen 250-cm³-Meisterschaft, die er im letzten Jahr auf einer privat eingesetzten Honda als Vierter abschloss.
1999 wechselte Tamada in die japanische Superbike-Meisterschaft und erreichte in den folgenden vier Jahren stets Platzierungen unter den besten fünf des Gesamtklassements. In dieser Zeit ließ er auch das erste Mal international aufhorchen. In der Saison 2001 gewann er als Wildcard-Pilot auf Honda beide Läufe der japanischen Runde zur Superbike-WM in Sugo und schlug dabei die gesamte Weltelite. 2002 errang Tamada bei der gleichen Gelegenheit einen weiteren Sieg.

### MotoGP-Klasse
Seine starken Leistungen brachten Makoto Tamada für 2003 einen Platz als Fixstarter in der MotoGP-Klasse der Motorrad-WM ein. Er startete für das Team Pramac Honda auf einem der zu dieser Zeit überlegenen RC211V-Viertakter und konnte beim Großen Preis von Rio de Janeiro mit Rang drei seinen ersten Podiumsplatz feiern. Mit 87 Punkten wurde er Elfter der Gesamtwertung.
Zur folgenden Saison wechselte Tamada ins Camel Honda-Team von Sito Pons und verbrachte dort sein bisher erfolgreichstes Jahr in der MotoGP-Klasse. Er startete als einziger Honda-Pilot auf Bridgestone-Reifen und konnte dadurch in Rio und bei seinem Heim-Grand-Prix in Motegi Siege feiern, da die japanischen Pneus auf diesen Strecken der Konkurrenz von Michelin überlegen waren. Mit 150 Punkten erreichte Makoto Tamada in dieser Saison den sechsten Gesamtrang.

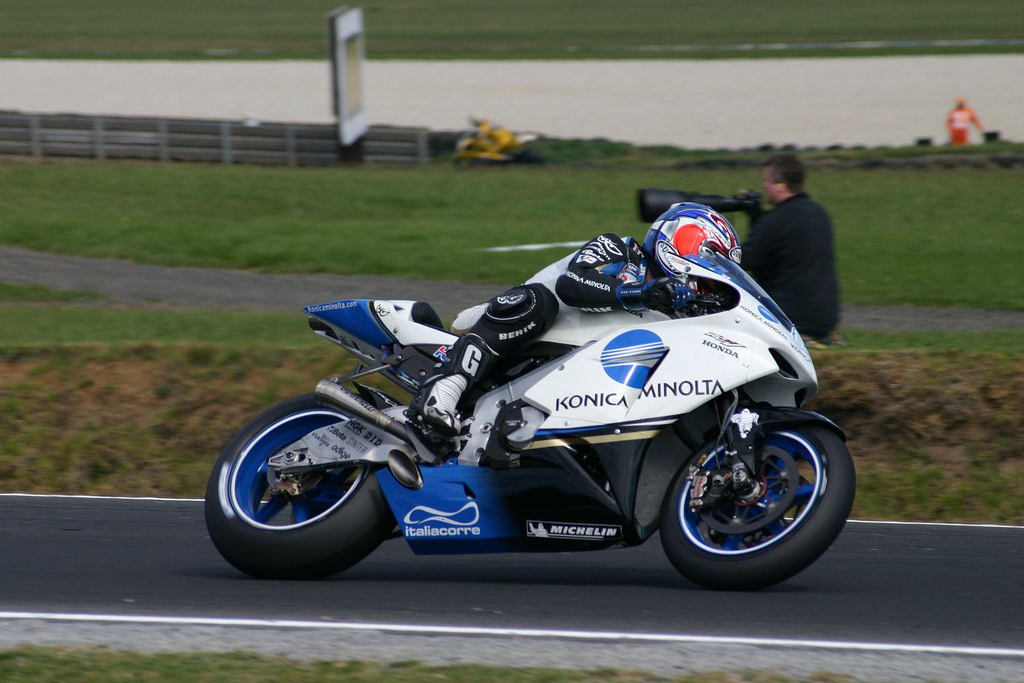
Tamada 2006 auf Konica-Minaolta-Honda

2005 und 2006 ging Tamada für Konica Minolta Honda auf Michelin-Reifen an den Start, konnte aber nicht an die Leistungen von 2004 anknüpfen. 2005 verhinderte ein gebrochenes Handgelenk eine WM-Platzierung unter den besten zehn. 2006 erfüllten Makotos Resultate ebenfalls nicht die Erwartungen. Bei Tamadas besten Rennen, dem Deutschland-Grand-Prix auf dem Sachsenring, wurde er in aussichtsreicher Position liegend von Kenny Roberts jr. „abgeschossen“. Am Saisonende stand lediglich der zwölfte WM-Rang zu Buche.
Zur Saison 2007 wechselte der Japaner zu Dunlop Yamaha Tech 3, wo er erstmals auf Yamaha und auf den in den Vorsaisons unterlegenen Dunlop-Reifen startete. Tamada erreichte zwar regelmäßig die Punkteränge und kam bei 16 von 18 Rennen ins Ziel, wurde aber im Gesamtklassement deutlich von seinem jungen Teamkollegen Sylvain Guintoli aus Frankreich übertrumpft.

### Superbike-Weltmeisterschaft
Da er für 2008 keinen Startplatz in der MotoGP-Klasse finden konnte, entschied sich Makoto Tamada 2008 in die Superbike-Weltmeisterschaft zu wechseln und für das Kawasaki-Werksteam PSG-1 Corse an den Start zu gehen. Teamkollege war der Vize-Weltmeister der Saison 2004, Régis Laconi aus Frankreich. Die Kawasaki ZX-10R stellte sich jedoch als unterlegen heraus und der Japaner bewegte sich während der gesamten Saison nur im hinteren Mittelfeld, beste Platzierung war der achte Platz beim ersten Lauf im niederländischen Assen. In der zweiten Saisonhälfte erreichte Tamada sogar häufig nicht einmal mehr die Punkteränge. In der Gesamtwertung belegte er mit 41 Zählern den 20. Platz.
Kawasaki entschloss sich daraufhin, der san-marinesischen PSG-1-Truppe den Status des Werksteams zu entziehen und diesen an den Briten Paul Bird zu übertragen, der seit Jahren ein erfolgreiches Privatteam in der britischen Meisterschaft und der WM führte. Da Tamada einen Vertrag direkt mit dem Hersteller besitzt wechselte er mit zu diesem Team. Sein Teamkollege ist der Australier Broc Parkes.

## Statistik
| Jahr | Ergebnis |
| ---- | --- |
| 1994 | - Kyushu Road Race Championship GP250 & SP250: Meister |
| 1995 | - japanische 250-cm³-Meisterschaft: 11. |
| 1996 | - japanische 250-cm³-Meisterschaft: 14. |
| 1997 | - japanische 250-cm³-Meisterschaft: 6. |
| 1998 | - Japanische 250-cm³-Meisterschaft: 4. - 8-Stunden-Rennen von Suzuka: 10. |
| 1999 | - Superbike-WM, Kotake RSC, 37., 12 Punkte - japanische Superbike-Meisterschaft: 5. - 8-Stunden-Rennen von Suzuka: 8.                                                                |
| 2000 | - Superbike-WM, Kotake RSC, 37., 9 Punkte - japanische Superbike-Meisterschaft: 3. - 8-Stunden-Rennen von Suzuka: 43.                                                                |
| 2001 | - Superbike-WM, Cabin Honda, 15., 50 Punkte (2 Siege, 2 Podien, 1 Pole-Position, 2 Schnellste Rennrunden) - japanische Superbike-Meisterschaft: 2. - 8-Stunden-Rennen von Suzuka: 4. |
| 2002 | - Superbike-WM, Cabin Honda, 18., 45 Punkte (1 Sieg, 2 Podien, 1 Schnellste Rennrunde) - japanische Superbike-Meisterschaft, 4. - 8-Stunden-Rennen von Suzuka, 2.                    |
| 2003 | - MotoGP, Pramac Honda, 11., 87 Punkte (1 Podium) |
| 2004 | - MotoGP, Camel Honda, 6., 150 Punkte (2 Siege, 3 Podien, 3 Pole-Positions, 2 Schnellste Rennrunden)                                                                                 |
| 2005 | - MotoGP, Konica Minolta Honda, 11., 91 Punkte (1 Podium) |
| 2006 | - MotoGP, Konica Minolta Honda, 12., 96 Punkte - 8-Stunden-Rennen von Suzuka, 5. |
| 2007 | - MotoGP, Dunlop Yamaha Tech 3, 18., 38 Punkte |
| 2008 | - Superbike-WM, Kawasaki PSG-1 Corse, 20., 41 Punkte |
| 2009 | - Superbike-WM, Kawasaki World Superbike Racing Team, 27., 12 Punkte |
| 2010 | - Superbike-WM, Pro Ride SBK, Team Reitwagen BMW, 29., 0 Punkte |